# Rot (rivière)
Pour les articles homonymes, voir Rot (homonymie).
La Rot est une rivière allemande de 54 km de long qui coule dans le land de Bade-Wurtemberg. Elle est un affluent en rive droite du Danube.